# ボルドーのミルク売り娘
『ボルドーのミルク売り娘』（ボルドーのミルクうりむすめ、西: La lechera de Burdeos, 英: The Milkmaid of Bordeaux）は、スペインのロマン主義の巨匠フランシスコ・デ・ゴヤが1827年ごろに制作した絵画である。油彩。最晩年のボルドー時代（1824年-1828年）を象徴する作品で、その清冽な画面は印象派の先駆けとして位置づけられ、画家の人生を語るのに欠くことのできない作品と見なされている。女性の清純さはゴヤの波乱に満ちた人生と時代の暗さの対極にある画家の救いである。ゴヤの死の1年前に完成した最後の作品の1つであり、ゴヤの最高傑作の1つと考えられている。現在はマドリードのプラド美術館に所蔵されている

## 制作背景
1824年6月、ゴヤはスペイン国王フェルナンド7世の許可を得て、フランスのプロンビエール＝レ＝バンへ6か月間の湯治の旅に出た。しかしこの旅でゴヤが実際に向かったのはプロンビエール＝レ＝バンではなく、自由主義者や親仏派の友人たちが待つボルドーであり、ボルドー到着の数日後にはパリを訪れた。ゴヤは6月30日から8月31日にかけてパリに滞在し、ここでもスペインから亡命していた古い知人たちと親交を温め、またサロンを見学した。この年のサロンは新古典主義の画家ドミニク・アングルの『ルイ13世の誓願』（Le Vœu de Louis XIII）とロマン主義の画家ウジェーヌ・ドラクロワの『キオス島の虐殺』（Scènes des massacres de Scio）が展示されており、おそらくゴヤは両作品を実際にその目で見たと思われる。その後、ゴヤはボルドーに戻ると残りの最晩年をレオカディア・ソリーリャと、彼女との間に生まれたとも考えられている娘ロサリオ・ウァイスとともに暮らし、しばしば病に倒れながらも精力的に制作を続けた。本作品はこの時代に制作されたもので、レオカディアかあるいはロサリオ・ウァイスを描いた作品と考えられている。

## 作品
ゴヤは最晩年のボルドー時代に一般人の日常生活を描いた絵画や素描を何点か制作したが、本作品を含むそのいくつかはゴヤの人間性に対する信念の反映として解釈されている。この肖像画自体は、おそらく乳搾り娘か農民と思われる若い女性が、頭を下げて物思いに沈んでいる様子を描いている。女性は髪を部分的にスカーフで覆い、肩にショールを巻き、膝の上にエプロンを広げている。画面左下の女性の横には、牛乳の入った容器のような物が置かれている。背景の空はぼやけた色彩で描かれ、女性はラバに乗っていると解釈されているが、ラバも手綱を握る彼女の手も画面に見ることはできない。
絵画は技術的に卓越しており、ゴヤの最高傑作の1つと考えられている。この肖像画には、劇作家レアンドロ・フェルナンデス・デ・モラティンがフアン・アントニオ・メロンに宛てた手紙に記されているように、ゴヤがおそらく自ら購入したショールに包まれた若い女性が描かれている。
この絵画は衰弱した老人による若さへの頌歌と解釈されている。その明るさは彼の有名な《黒い絵》（Pinturas negras）とは色調があまりにも異なる。そのためゴヤ本人が制作した絵画ではないと主張されることもあるが、これを裏付けるものはほとんどない。絵画に確認できる筆遣いと色彩はゴヤの技術の熟達を物語っている。

## 論争

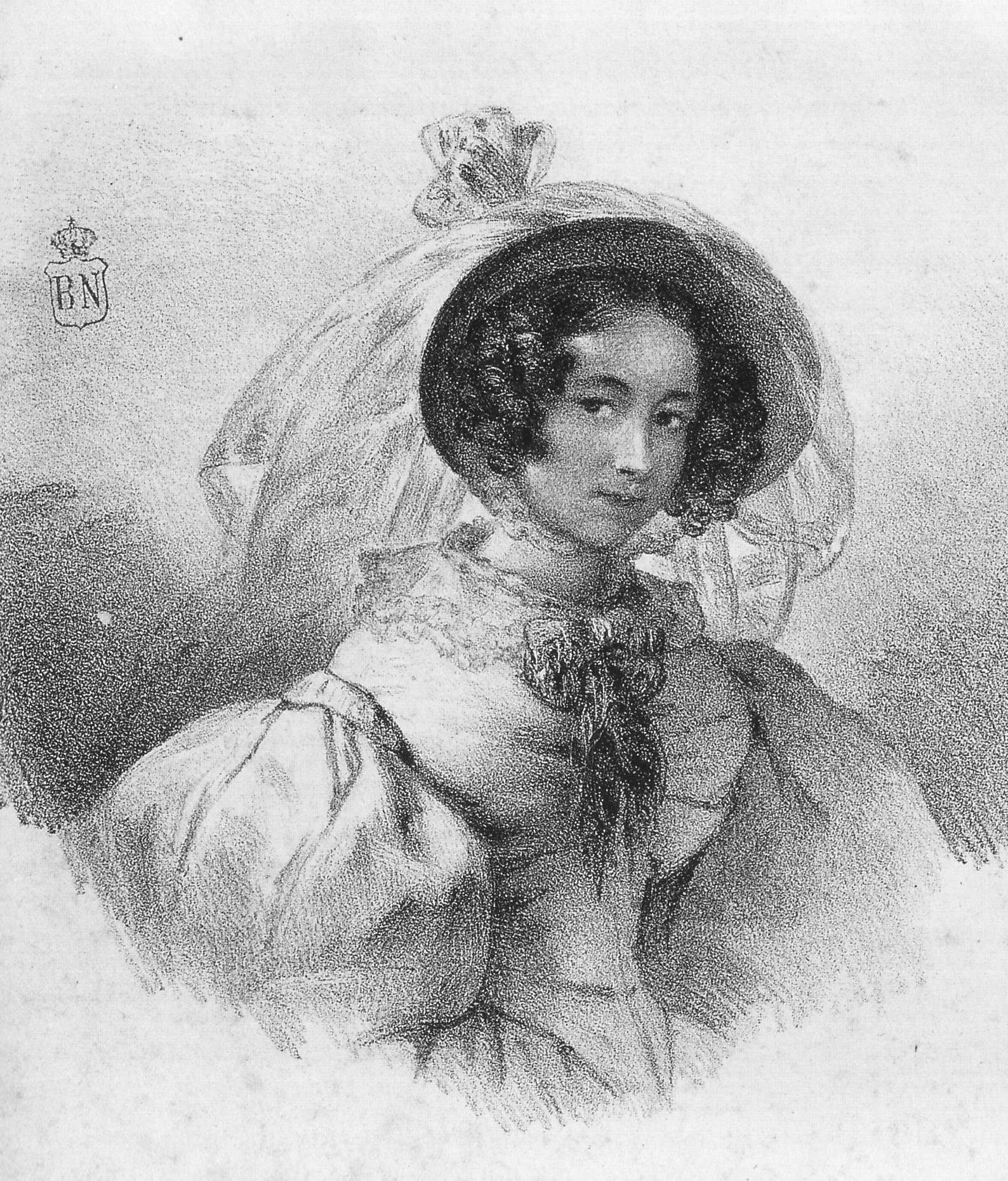
娘ロサリオ・ウァイス。彼女による自画像。

本作品の評価は高く、批評家や大衆から広く賞賛されているが、美術史家は実際にゴヤの作品であるかどうか疑問視している。真筆画であるならば娘ロサリオ・ウァイスか、あるいはより可能性が高いのは、ゴヤの晩年に家政婦を務めたレオカディア・ウァイスの肖像画と考えられている。レオカディアは亡命先のボルドーで友人たちに囲まれて生活していたゴヤの世話をした。ゴヤとレオカディアの関係性は具体的な資料を欠いているため不明瞭である。多くの研究者はレオカディアを乳母または家政婦としているが、ゴヤの愛人と考える者もいる。ロサリオは後に画家となり、この作品を描いたのではないかと主張されることもある。しかし、王立サン・フェルナンド美術アカデミーに所蔵されている彼女の比較的アマチュア的な作品と比較すると、その可能性は非常に低いと一般的に考えられている。またロサリオはゴヤとレオカディアとの間に生まれた私生児であるという主張もあるが、それらの主張には根拠がなく、当時レオカディアが夫と同居していたことを考えるとその可能性は低い。

## 来歴
ゴヤの死後、絵画は最後の子供フランシスコ・ハビエル・ゴヤ・イ・バエウ（Francisco Javier Goya y Bayeu）に遺贈された。1年後、ハビエルは経済的困窮のため、絵画を遠縁にあたる政治家フアン・バウティスタ・デ・ムギロ・エ・イリバレンに売却せざるを得なくなった。ムギロの子孫は1946年に絵画をプラド美術館に寄贈した。絵画の由来については疑問が残るものの、同美術館では現在も人気のある展示品となっている。

## ギャラリー
関連するゴヤの作品

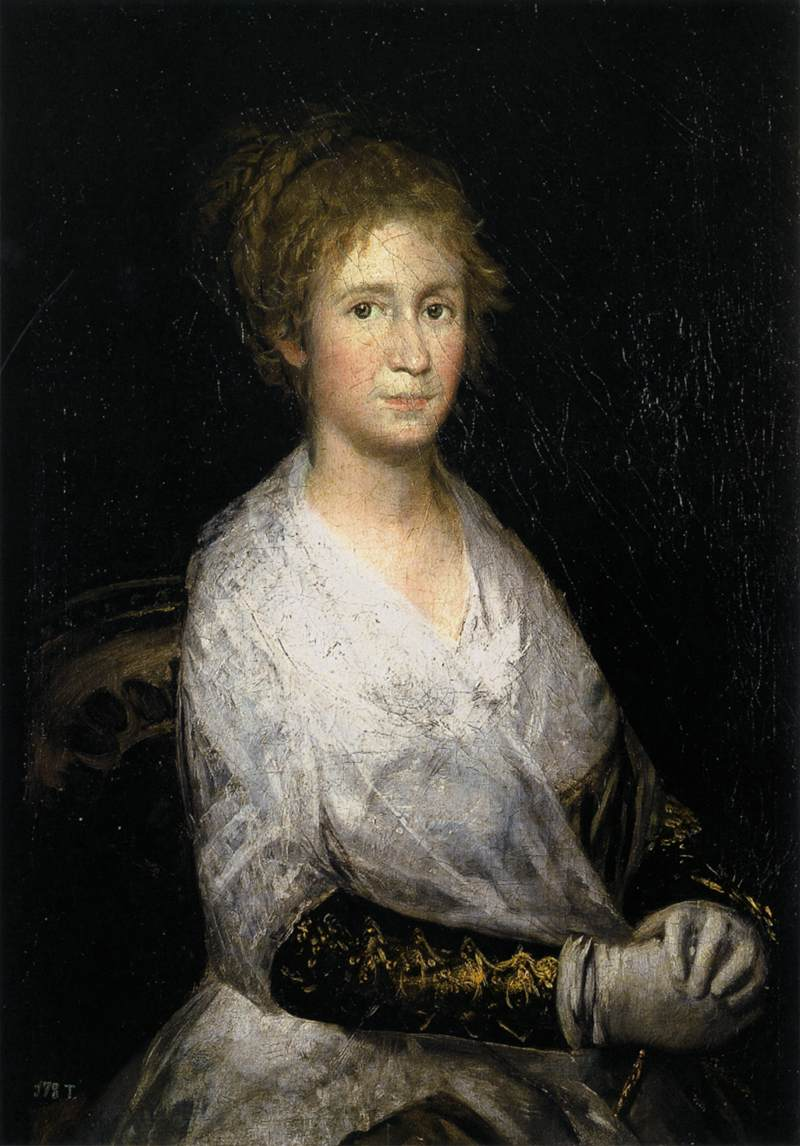
『レオカディア・ソーリャ（あるいはホセファ・バエウ）の肖像』1812年-1814年ごろ プラド美術館所蔵
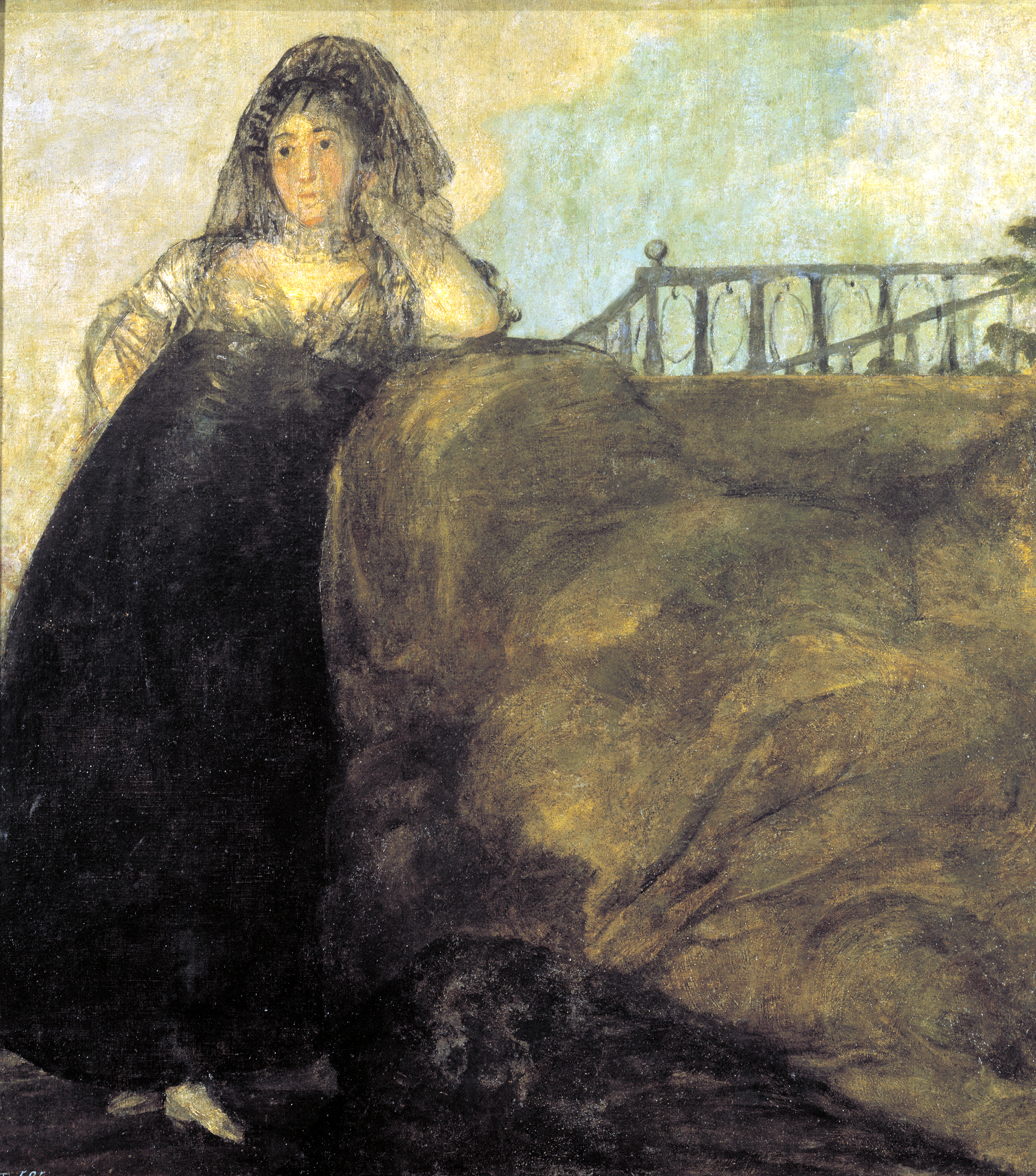
《黒い絵》の1つ『レオカディア』 1819年-1823年 プラド美術館所蔵